# Isabella Karle
Pour les articles homonymes, voir Karle (homonymie).
Isabella Karle (née le 2 décembre 1921 à Détroit et morte le 3 octobre 2017 à Alexandria en Virginie) est une chimiste et cristallographe américaine,,.

## Biographie

### Études
Isabella Karle nait à Détroit le 2 décembre 1921 de parents immigrés polonais. Elle suit sa scolarité dans cette ville et est influencée par une professeure de chimie qui la pousse à continuer dans cette voie. Elle suit donc des études de chimie à l'université du Michigan d'où elle sort major. En 1940, elle obtient son baccalauréat universitaire en sciences en chimie physique, puis elle passe sa maîtrise universitaire ès sciences et son doctorat. C'est lors de ses travaux pour sa thèse qu'elle rencontre son collaborateur de recherche et futur mari Jerome Karle. Ils partagent le même directeur de thèse, Lawrence O. Brockway.

### Carrière
Durant la Seconde Guerre mondiale, Isabella Karle travaille sur le Projet Manhattan à l'université de Chicago. Elle y développe des techniques pour extraire du trichlorure de plutonium à partir d'un mélange contenant du dioxyde de plutonium. Elle devient  la première femme à devenir membre du corps professoral du département de chimie de l'Université du Michigan.
Après la guerre, elle intègre le Naval Research Laboratory où elle travaille sur les applications pratiques des découvertes de son mari Jerome Karle qui obtient le prix Nobel de chimie en 1985. Cependant de nombreuses  personnes pensent qu'Isabella Karle aurait dû pouvoir partager ce prix, pour avoir posé les fondations expérimentales de ce travail. Elle utilise la technique de diffusion des rayons X pour déterminer la structure des cristaux.
Elle prend sa retraite le 31 juillet 2009 et reçoit le prix Navy Distinguished Civilian Service Award par Ray Mabus, le secrétaire à la Marine des États-Unis. Elle meurt le 3 octobre 2017 à l'âge de 95 ans.

### Vie privée
Isabella Karle a été mariée avec Jerome Karle avec qui elle a eu 3 enfants qui sont également scientifiques :
- Louise Karle, née en 1946, est une chimiste théorique ;
- Jean Karle, né en 1950, est un chimiste organique ;
- Madeleine Karle, née en 1955, est une experte en géologie.

## Récompenses et honneurs
- 1976 : médaille Garvan-Olin
- 1988 : prix Gregori-Aminoff
- 1993 : membre de l'Académie américaine des arts et des sciences
- 1995 : National Medal of Science